# Turie
Turie (Hongaars: Háromudvar) is een Slowaakse gemeente in de regio Žilina, en maakt deel uit van het district Žilina.
Turie telt 2.009 inwoners.